# Auroterapia
L'auroterapia (definita anche come crisoterapia) è una terapia che si basa sull'utilizzo di prodotti contenenti sali d'oro.

## Storia
L'indagine sulle applicazioni mediche di sali d'oro è iniziata alla fine del XIX secolo, quando l'oro cianuro ha dimostrato l'efficacia nel trattamento di Mycobacterium tuberculosis in vitro. Venne praticata per la prima volta nel 1935, principalmente per ridurre l'infiammazione e per rallentare la progressione della malattia nei pazienti con artrite reumatoide. L'uso di composti d'oro è diminuito a partire dagli anni '80 a causa di numerosi effetti collaterali e di monitoraggio, efficacia limitata e azione iniziale molto lenta. La maggior parte dei composti chimici dell'oro non sono sali, ma sono esempi di complessi di tiolato del metallo.

## Utilizzi
L'auroterapia è utilizzata per trattare l'artrite reumatoide visto l'effetto che dimostra nel ridurre l'infiammazione. La somministrazione per bocca ha dimostrato effetti minori rispetto a quella per iniezione: per riscontrare effetto occorrono dai 3 ai 6 mesi di trattamento.

## Effetti collaterali
Si sono notati fra gli altri anemia, trombocitopenia e danni generali all'organismo (renali e cutanei).